# سیارک ۶۲۶۲
سیارک ۶۲۶۲ (به انگلیسی: 6262 Javid، نامگذاری:1978RZ) شش هزار و دویست و شصت و دومین سیارک کشف شده‌است که در ۱ سپتامبر ۱۹۷۸ کشف شد.
قدر مطلق سیارک برابر ۱۲٫۹۰ است.